# خط طول 102° غرب
خط طول 102° غرب هو أحد خطوط الطول الجغرافية، والتي تمتد من القطب الشمالي الجغرافي إلى القطب الجنوبي الجغرافي، وحسب التحويل الزمني يتأخر خط طول 102° غرب عن خط غرينتش بـ6 ساعات و48 دقيقة.

## من القطب إلى القطب
ينطلق خط طول 102° غرب من القطب الشمالي نحو القطب الجنوبي مرورا بالمناطق التي ترد في الجدول التالي:
| الإحداثيات                           | البلد أو الإقليم أو البحر | ملاحظات |
| ------------------------------------ | ------------------------- | --- |
| 90°0′N 102°0′W / 90.000°N 102.000°W  | المحيط المتجمد الشمالي    | |
| 79°30′N 102°0′W / 79.500°N 102.000°W | Peary Channel             | |
| 79°5′N 102°0′W / 79.083°N 102.000°W  | كندا                      | نونافوت — جزيرة اليف رينجنس [لغات أخرى]‏ |
| 78°17′N 102°0′W / 78.283°N 102.000°W | Danish Strait             | |
| 77°53′N 102°0′W / 77.883°N 102.000°W | كندا                      | نونافوت — جزيرة كينج كريستيان [لغات أخرى]‏ |
| 77°41′N 102°0′W / 77.683°N 102.000°W | Unnamed waterbody         | مرورا بغرب جزيرة هيلانة [لغات أخرى]‏, نونافوت, كندا (في 76°35′N 101°41′W / 76.583°N 101.683°W) |
| 76°25′N 102°0′W / 76.417°N 102.000°W | كندا                      | نونافوت — جزيرة باثرست [لغات أخرى]‏ |
| 76°13′N 102°0′W / 76.217°N 102.000°W | Erskine Inlet             | |
| 75°58′N 102°0′W / 75.967°N 102.000°W | كندا                      | نونافوت — جزيرة الكسندر [لغات أخرى]‏ و جزيرة باثرست [لغات أخرى]‏ |
| 75°33′N 102°0′W / 75.550°N 102.000°W | Parry Channel             | شعبة فيكونت ملفيل ساوند [لغات أخرى]‏ |
| 73°4′N 102°0′W / 73.067°N 102.000°W  | كندا                      | نونافوت — جزيرة أمير ويلز (نونافوت) |
| 72°30′N 102°0′W / 72.500°N 102.000°W | M'Clintock Channel        | |
| 70°18′N 102°0′W / 70.300°N 102.000°W | كندا                      | نونافوت — جزيرة فيكتوريا (كندا) |
| 69°51′N 102°0′W / 69.850°N 102.000°W | Albert Edward Bay         | |
| 69°28′N 102°0′W / 69.467°N 102.000°W | كندا                      | نونافوت — جزيرة فيكتوريا (كندا) |
| 68°59′N 102°0′W / 68.983°N 102.000°W | خليج الملكة مود           | |
| 68°50′N 102°0′W / 68.833°N 102.000°W | كندا                      | نونافوت — Jenny Lind Island |
| 68°37′N 102°0′W / 68.617°N 102.000°W | خليج الملكة مود           | |
| 67°45′N 102°0′W / 67.750°N 102.000°W | كندا                      | نونافوت الأقاليم الشمالية الغربية / نونافوت border — من 64°14′N 102°0′W / 64.233°N 102.000°W مانيتوبا — من 60°0′N 102°0′W / 60.000°N 102.000°W, running about 400m east of, و parallel to, the border with ساسكاتشوان — من 55°47′N 102°0′W / 55.783°N 102.000°W |
| 49°0′N 102°0′W / 49.000°N 102.000°W  | الولايات المتحدة          | داكوتا الشمالية داكوتا الجنوبية — من 45°56′N 102°0′W / 45.933°N 102.000°W نبراسكا — من 43°0′N 102°0′W / 43.000°N 102.000°W كانساس — من 40°0′N 102°0′W / 40.000°N 102.000°W أوكلاهوما — من 37°0′N 102°0′W / 37.000°N 102.000°W تكساس — من 36°30′N 102°0′W / 36.500°N 102.000°W |
| 29°48′N 102°0′W / 29.800°N 102.000°W | المكسيك                   | ولاية كواهويلا ولاية زاكاتيكاس — من 25°5′N 102°0′W / 25.083°N 102.000°W ولاية سان لويس بوتوسي — من 23°24′N 102°0′W / 23.400°N 102.000°W Zacatecas — من 22°40′N 102°0′W / 22.667°N 102.000°W ولاية أغواسكالينتس — من 22°16′N 102°0′W / 22.267°N 102.000°W ولاية خاليسكو — من 21°53′N 102°0′W / 21.883°N 102.000°W ولاية غواناخواتو — من 20°56′N 102°0′W / 20.933°N 102.000°W Jalisco — من 20°39′N 102°0′W / 20.650°N 102.000°W Guanajuato — من 20°31′N 102°0′W / 20.517°N 102.000°W ولاية ميتشواكان — من 20°21′N 102°0′W / 20.350°N 102.000°W ولاية غيريرو — من 18°12′N 102°0′W / 18.200°N 102.000°W |
| 17°58′N 102°0′W / 17.967°N 102.000°W | المحيط الهادئ             | |
| 60°0′S 102°0′W / 60.000°S 102.000°W  | المحيط الجنوبي            | |
| 71°58′S 102°0′W / 71.967°S 102.000°W | القارة القطبية الجنوبية   | المطالب الإقليمية بالقارة القطبية الجنوبية |